# Frank Marth
Pour les articles homonymes, voir Marth.
Frank Marth est un acteur américain né le 29 juillet 1922 à New York (États-Unis) et mort le 12 janvier 2014  à Rancho Mirage en Californie.

## Filmographie

### Cinéma
- 1956 : Fright : George Morley
- 1957 : Four Boys and a Gun de William Berke : l'homme de main de Barton (non crédité)
- 1963 : Une certaine rencontre (Love with the Proper Stranger), de Robert Mulligan : Carlos
- 1966 : Madame X, de David Lowell Rich : Det. Combs
- 1968 : Police sur la ville (Madigan), de Don Siegel : Lt. James Price
- 1969 : Pendulum (Pendulum), de George Schaefer : le lieutenant Smithson
- 1969 : L'Homme perdu (The Lost Man), de Robert Alan Aurthur : Warren
- 1969 : Les Naufragés de l'espace (Marooned), de John Sturges : Air Force System Director
- 1977 : Un espion de trop (Telefon), de Don Siegel : Harley Sandburg
- 1994 : Loving Deadly : John

## Télévision
- 1952 : The Jackie Gleason Show (série) : Différents rôles (épisodes inconnus, 1952-1957)
- 1958 : Where Is Thy Brother? : Mr. Green
- 1958 : From These Roots (série) : Ben Fraser, Jr. (1958-1960)
- 1967 : Les Mystères de l'Ouest (The Wild Wild West), (série) - Saison 3, épisode 16 (La Nuit de la Flèche / The Night of the Arrow) de Alex Nicol : Colonel Theodore M. Rath
- 1970 : Le Virginien saison 8 épisode 24  (The gift) : Rawlings
- 1972 : The Delphi Bureau (en) : Shérif Morgan
- 1973 : Crime Club : Shérif Art Baird
- 1973 : Beg, Borrow, or Steal : Larry Lacava
- 1973 : Satan's School for Girls (en) : Détective Lt. Harry Grimes
- 1973 : Runaway : Dispatcher
- 1974 : Aloha Means Goodbye : Dr. Da Costa
- 1974 : La Loi (The Law) : Arthur Winchell
- 1974 : Les Rues de San Francisco (Série) - Saison 2, épisode 23 (Death and the Favored Few) : Roger Maxwell
- 1975 : Terreur sur le Queen Mary (Adventures of the Queen) : Phillips
- 1975 : L'Homme qui valait trois milliards (The Six Million Dollar Man) (série TV), saison 3, épisode 6 (The Deadly Test) : Dr Winslow
- 1976 : L'Affaire Lindbergh (The Lindbergh Kidnapping Case) : Chef Harry Wolfe
- 1976 : Young Pioneers : Mr. Swenson
- 1977 : Intrigues à la Maison Blanche (Washington: Behind Closed Doors) (feuilleton) : Lawrence Allison
- 1977 : La Petite Maison dans la prairie (The House on the Prairie) (série) - Saison 4, épisode 8 (Une décision difficile / The Aftermath) : Lewis Ford
- 1978 : Maneaters Are Loose! : Jim Taggert
- 1979 : Captain America : Charles Barber
- 1979 : Beggarman, Thief : Kraler
- 1980 : Pour l'amour du risque (série) - Saison 1, épisode 20 (Haute coiffure) : Harold Micklin
- 1981 : Goldie and the Boxer Go to Hollywood : Juge
- 1982 : Shérif, fais-moi peur (série TV): Caldwell (Saison 4, épisode 3 "Des Diamants très bruts")
- 1988 : Les Douze Salopards ("Dirty Dozen: The Series") (série) : Maj. Gen. Worth (épisodes inconnus)
- 1988 : Les Orages de la guerre (War and Remembrance) (feuilleton) : Adm. Marc Mitscher